# Comité Paralímpico Coreano
El Comité Paralímpico Coreano (en coreano: 대한장애인체육회; en inglés: Korean Paralympic Committee) es el comité paralímpico nacional que representa a Corea del Sur. Esta organización es la responsable de las actividades deportivas paralímpicas en el país y representa a Corea del Sur en el Comité Paralímpico Internacional. Fue fundado en 2006.